# الدوري السويدي الدرجة الثانية 1952–53
الدوري السويدي الدرجة الثانية 1952–53 (بالسويدية: Division II i fotboll 1952/1953)‏ هو موسم من الدوري السويدي الدرجة الثانية. فاز فيه نادي ساندفيكين.